# Gynoglottis
Gynoglottis é um género botânico pertencente à família das orquídeas (Orchidaceae).